# Катаев, Павел Валентинович
Па́вел Валенти́нович Ката́ев (31 мая 1938, Москва, СССР — 9 января 2019, Тель-Авив, Израиль) — советский и российский писатель, мемуарист.

## Происхождение и семья
Сын писателя Валентина Петровича Катаева (1897—1986) и Эстер Давыдовны Катаевой (в девичестве Бреннер, 1913—2009).
В семье имел домашнее прозвище шакал. Старшая сестра Павла Катаева, Евгения Катаева (род. 1936), рассказывала, что прозвища шакал и гиена дал брату и ей отец:
Многие не верят, вообще удивляются — как это он дал детям такие прозвища? Но ведь это всё шутя, он всё время играл и выдумывал что-то, — а как он любил нас! Это не выражается никакими словами, да и не нуждалось ни в каких словах. Мы могли с ним два часа гулять здесь и не сказать друг другу ни слова, но всё это было очень интенсивное общение…
Другое детское имя, которым Валентин Катаев называл сына, было Павля.
Павел Катаев — племянник писателя Евгения Петрова (1903—1942), двоюродный брат кинооператора Петра Катаева (1930—1986) и композитора Ильи Катаева (1939—2009).
Жена — Марина Васильевна Аджубей (род. 1953), ребёнок-актриса; известна ролью девочки в розовом в первом (короткометражном) фильме, дипломной работе Андрея Тарковского «Каток и скрипка» (1960).

## Биография
Окончил факультет журналистики МГУ (1955—1961, с перерывом на академический отпуск после первого курса). Учившийся вместе с ним журналист Георгий Громыко вспоминал о нём:
Павел Катаев был душевным, добрым, компанейским парнем.
Член Союза писателей СССР с 1971 года. Работал в «Литературной газете», «Литературной России», Агентстве печати «Новости» (АПН). В советское время был известен преимущественно как детский писатель. Однако, в 1990-е годы, в отличие от своего отца, даже не был включён в число 245 русских детских писателей XX века соответствующего словаря.
Автор романа «Один в океане» (1979, опубликован в 2001-м):
Моя книга под названием «Один в океане» состоит из трех частей: «Футбольное поле в лесу», «Один в океане» и «Близнец». При написании этой вещи я пользовался теми ходами и приемами, которыми, пожалуй, не пользовался никто. Во всяком случае, из тех литераторов, перед которыми настежь открывались двери издательств и типографий. Мои персонажи — стукачи, лилипуты, матросы и… одиночество.
В 2006 году опубликовал написанную в 2002-м книгу воспоминаний об отце «Доктор велел мадеру пить…»

### Публикации Павла Катаева
- Катаев Павел. Пять робинзонов. — М., 1963.
- Катаев Павел. На краю города: Повесть. — М., 1964.
- Катаев Павел. Торопыга: Повесть. — М., 1967.
- Катаев Павел. Девочка и белочка: Повесть-сказка. — М., 1970.
- Катаев Павел. Алтайское солнце. — М., 1976.
- Катаев Павел. Наши невесты: Повести и рассказы. — М.: Советский писатель, 1979. — 183 с.
- Катаев Павел. Летающий на стрекозе: Сказки. Для младшего школьного возраста. — М.: Детская литература, 1980. — 239 с.
- Катаев Павел. Александрова, не подсказывай! или Остров пяти Робинзонов: Пьеса в 2-х действиях, 9-ти картинах. — М.: ВААП-Информ, 1981.
- Катаев Павел. Дедушкина внучка: Пьеса в 2-х действиях для театров кукол. [Для детей]. — М.: ВААП-Информ, 1981.
- Катаев Павел. Воздушный шар для Кули: Пьеса. В 2-х действиях. Для театров кукол. [Для детей]. — М.: ВААП-Информ, 1983.
- Катаев Павел. Колокольчик в чаще: Пьеса-сказка. В 2-х действиях. [Для детей]. — М.: ВААП-Информ, 1983.
- Катаев Павел. Один в океане: Роман. — М.: Текст, 2001. — 253 с.
- Катаев Павел. Доктор велел мадеру пить...: Книга об отце. — М.: Аграф, 2006. — 208 с. — (Символы времени). — ISBN 5-7784-0236-8.

### О Павле Катаеве
- Катаев Павел Валентинович // Писатели Москвы: Биобиблиографический справочник  / Сост. Е. П. Ионов, С. П. Колов. — М.: Московский рабочий, 1987. — С. 198.
- Чупринин С. И. Катаев Павел Валентинович // Чупринин С. И. Новая Россия: мир литературы: Энциклопедический словарь-справочник: В 2 т.. — М.: Вагриус, 2003. — Т. 1: А-Л. — С. 604.
- Нилин А. П. Станция Переделкино: поверх заборов : роман частной жизни. — М. : АСТ : Редакция Елены Шубиной, 2015. — ISBN 978-5-17-087072-1.